# Kaple svatého Josefa (Bukovany)
Kaple svatého Josefa je kaple v obci Bukovany na Českolipsku. Bukovany jsou místní částí města Nový Bor. Kaple náleží pod římskokatolickou farnost v Sloupu v Čechách, nyní je obecní. Je chráněna jako kulturní památka.

## Architektura
Kaple pochází z roku 1802. Je obdélná a má střední rozšířenou část a užší pětiboký presbytář. Průčelí, které je ukončené trojúhelným štítem, je členěno pilastry, obdélným portálem a kruhovým oknem. Uvnitř má kaple plochý strop.